# Tramousse
 (septembre 2017).

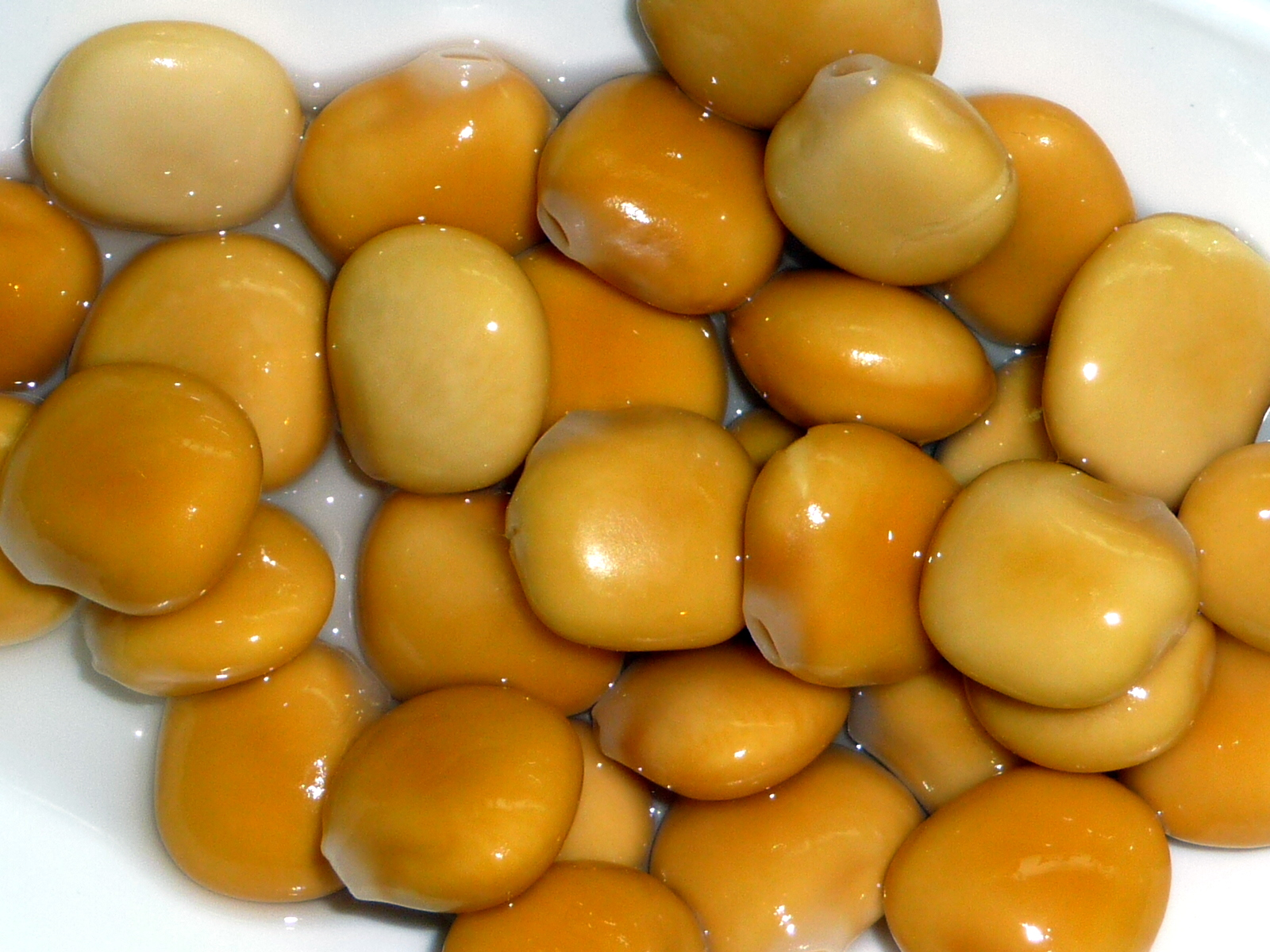
Tramousses (graines de lupin blanc saumurées).

Les tramousses, également appelées lupins, sont des graines de lupin blanc (Lupinus albus) qui font partie des légumineuses. Elles se mangent cuites et/ou saumurées. Elles sont couramment consommées dans plusieurs pays du bassin méditerranéen et en Amérique du Sud.

## Étymologie et dénominations
Le terme « tramousse » est un substantif féminin qui proviendrait du français parlé en Algérie[réf. nécessaire] à l'époque de la colonisation[réf. nécessaire]. Il dérive du vocable espagnol, altramuz, qui désigne le lupin, issu lui-même de l'arabe الترمس (al-turmus ou al-tirmis). On trouve, également avec le même sens, tramús en catalan et tremoço en portugais. Le terme arabe provient de l'araméen תורמוסא/ܬܘܪܡܣܐ (tūrmūsā), lui-même de l'akkadien et du sumérien 𒋻𒄷 (TAR.MUŠ ⁠tarmuš⁠).
En copte le mot correspondant est ⲑⲁⲣⲙⲟⲥ (tharmos) ou ⲑⲁⲣⲙⲟⲩⲥ (tharmous).
En grec ancien le mot utilisé est θέρμος (thermós).
Le terme grec pourrait provenir du mot grec signifiant « ardent », « chaud ».
Dans les langues amérindiennes (autochtones) d'Amérique du Sud, pour qualifier les tramousses ou lupins on retrouve les termes : tarwi (taroui) ou chocho en quechua, tauri (taouri) en aymara, tarin en kallawaya.
Le terme « lupin » vient du latin lupinus qui désignait vraisemblablement le lupin blanc et qui aurait été choisi par Linné pour désigner le genre. C'est l'amers qui aurait justifié à l'origine le choix du nom, dérivé de lupus, le loup.

## Histoire et répartition
Ces légumineuses jaunes proviennent de la Méditerranée (Lupinus albus) et de l'Amérique du Sud (Lupinus mutabilis).
Les graines de lupin ont été consommées par l'homme au cours de l'histoire.
Parmi les hypothèses de l'origine du lupin il y a l'hypothèse d'une origine égyptienne, ou une origine post-présence juive en Égypte qui fut introduite en Égypte. 
Cependant l'espèce était aussi connue aux Amériques bien avant la conquête du continent américain. 
Les premiers rapports archéologiques sur les tramousses font référence à la XIIe dynastie égyptienne des pharaons. Dans leurs tombes, des graines de Lupinus digitatus Forsk, déjà domestiqué à l'époque, ont été découvertes. Sept graines de cette espèce ont également été retrouvées dans les tombes de cette dynastie datées du 22e siècle av. Elles constituent la preuve la plus ancienne de la présence du lupin en Méditerranée. La royauté les appréciait aussi. Des lupins ont été retrouvés dans une tombe de pharaon égyptien datant de 4 200 ans. Les lupins étaient également utilisés dans la Grèce antique et l'Empire romain: Columelle précise qu'ils sont consommés avec la bière de Péluse au temps de l'empire. 
Les lupins sont surtout présents dans les pays méditerranéens, en particulier en France, en Italie, en Espagne, au Portugal, en Grèce ainsi qu'au Moyen-Orient.
L’espèce trouvée dans la cordillère des Andes, connue sous le nom de tarwi en espagnol, était considérée comme un aliment de base dans l'Empire Inca.
La variété américaine andine de ce lupin, Lupinus mutabilis, a été domestiquée par les habitants pré-incas de l'actuel Pérou. Des empreintes rupestres de graines et de feuilles, datées des 6e et 7e siècles avant J.-C., sont exposées au musée national de Lima. C'était un aliment très répandu sous l'Empire inca. Les lupins étaient également utilisés par les autochtones d'Amérique en Amérique du Nord, tels que le peuple Yavapais.
Aujourd'hui, ils sont encore consommés dans toutes ces régions du monde et ailleurs. Au cours des dernières décennies, il y a eu des variantes non-OGM appelées lupins doux qui ont été cultivés. Ceux-ci contiennent beaucoup moins d'alcaloïdes toxiques amers et peuvent être consommés en toute sécurité sans trempage.

## Apparence, goût et consistance
Les fèves de lupin ont un léger goût de noix et sont moins farineuses que les autres haricots. Le grain est plat et leur texture est ferme.
Leur couleur est jaune.

## Préparation
Les graines de lupin sèches sont mises à tremper pendant 24 heures, cuites dans l'eau (sans sel) pendant 3 heures, puis marinées en saumure, pendant 4 à 5 jours, en changeant l'eau deux fois par jour, jusqu'à ce qu'elles aient perdu leur saveur amère. Saler peu de temps avant de consommer.
Ce traitement est nécessaire pour éliminer les alcaloïdes toxiques, notamment la lupinine et la spartéine, présentes naturellement dans les graines de lupin et qui sont solubles dans l'eau, la saveur amère étant liée à la présence de ces alcaloïdes.
Elles sont souvent consommées comme accompagnement de l'apéritif.
On peut les consommer avec ou, pour les puristes, sans la peau.

### France
On les trouve surtout dans les cuisines provençale, languedocienne, catalane, corse et niçoise. Elles sont préparées en saumure, comme des olives et sont souvent servies en apéritif ou utilisées pour agrémenter des salades.
Dans la cuisine pied-noir, elles font partie de la kémia (amuse-gueules salés servis avec l'apéritif). On peut les consommer avec ou, pour les puristes, sans la peau.

### Égypte
Le lupin est connu sous le nom de termes ou termis en Égypte et est couramment utilisé et consommé par les Égyptiens, notamment Coptes, comme en-cas à tout moment. Il est consommé entre autres lors du festival Sham Ennessim, fête nationale égyptienne dont l'histoire remonte à l'époque de l'Égypte ancienne.